# 金星3
金星3（きんせい3、朝鮮語: 금성 3）は、朝鮮民主主義人民共和国が開発した対艦ミサイル(AShM)。DoD識別番号はKN-19。

## 来歴
朝鮮人民軍海軍は1960年代にソビエト連邦と中国から各種対艦ミサイルが提供された。
その後HY-1の生産ラインを国内に建設する際、中国から技術援助を得たことにより「金星1」として国産化することに成功した。
韓国海軍の国産対艦ミサイル開発計画が失敗に終わったこともあり、朝鮮人民軍海軍は対峙する韓国海軍に対して対艦ミサイル分野で優位性を維持していた。
しかし1980年代に韓国海軍が蔚山級フリゲート等の近代艦の建造・配備に着手し、同時期にハープーン対艦ミサイルの運用能力を獲得したことで朝鮮人民軍海軍の優位性は徐々に崩壊していった。
この状況に危機感を持った北朝鮮は、1999年に新型ミサイル共同開発計画の一環としてイランからC-802Aを、1990年代にロシアからKh-35を入手することに成功した。
2012年初頭に公開された記録映画の一部から、金星3の存在が初めて確認された。

## 設計
形状は基となったKh-35によく似ているが、ブースターの推進機構やミサイル本体への接続方式が異なっており、ミサイル下部に排気ノズルが追加されている。また射程距離の延伸や成形炸薬量を増加させたため、全長を5.3mまで引き延ばしている。さらにミサイルの増設架の数をオリジナルの2基からハープーンと同じ3基に変更している。
2017年には改良型が公開されており、GNSS誘導によるウェイポイントに沿った巡航が可能となり、弾頭部に赤外線シーカーを追加したことで電子攻撃への耐性を向上させている。

## 運用
生産や配備が開始された時期は不明だが、少なくとも2002年頃にはミャンマーに輸出されたと言われている。
2017年の金日成生誕105周年記念パレードに自走式の地対艦型が公開され、同年6月に試射試験を実施している。

## 採用国と搭載プラットホーム

### 艦対艦型
朝鮮人民軍海軍
- 羅津級フリゲート[注 1]
- 鴨緑級コルベット
- 豆満級コルベット（英語版）
- ノンゴ級ミサイル艇（英語版）

 ミャンマー海軍
- アウンゼーヤ (フリゲート)[注 2]

### 空対艦型
- Il-28/H-5